# Wettinia longipetala
Wettinia longipetala är en enhjärtbladig växtart som beskrevs av Alwyn Howard Gentry. Wettinia longipetala ingår i släktet Wettinia och familjen Arecaceae. IUCN kategoriserar arten globalt som sårbar. Inga underarter finns listade i Catalogue of Life.